# Банда Леснякова
Банда Леснякова — организованная преступная группировка, действовавшая с «лихих 90-х» по 2010-е годы в Пушкинском районе Московской области и некоторых регионах России. Ранее была известна как банда «Маргарина», позже ассоциирована следствием с Асланом Усояном. Главарями банды были криминальный авторитет Дмитрий Лесняков («Лес») и его партнер Дмитрий Задков («Задок»), также одним из известных членов банды был Дмитрий Завьялов. В прессе эта банда фигурировала под названиями, связанными с именами её лидеров — «банда Леснякова и Задкова» или «банда Леснякова и Завьялова». Ведущую роль в банде играл и бывший штатный киллер Курганской ОПГ Андрей Вершинин по кличке «Вершина», некоторые источники сообщали, что он откликается на кличку «Маленький». В итоге одни криминологи упрощенно классифицировали её как межрегиональную ОПГ со сложной иерархией под названием «Банда Леснякова», иные причисляли всю банду к «Курганским».

## Принадлежность
Иногда бандиты причисляли себя сами к «балашихинским», однако преступный мир и правоохранительные органы относили их к «курганской» группировке, вероятно, потому что некоторые бандиты были родом из Курганской области, например, как бывшие «Турбазовские». Один из участников банды, наемный убийца по фамилии Вершинин, действительно, ранее имел непосредственное отношение к курганской «братве», в дальнейшем, именно благодаря показаниям этого соратника Солоника, заключившего досудебное соглашение о сотрудничестве, за решеткой оказался лидер банды, уроженец Ростова-на-Дону, Дмитрий Лесняков с соучастниками. Несмотря на непростые отношения Леснякова с «ворами в законе», «новым курганским» были не чужды понятия, что отличало их от настоящей Курганской ОПГ, известной, как беспредельщики. Помимо бандитизма и вымогательства, основных направлений преступников, группировка Леснякова принимала заказы на убийства, в том числе, от воров в законе, при этом Леснякова признавали авторитетом и Япончик, и Дед Хасан, к примеру, резонансное убийство приятеля высокопоставленных прокуроров Игнатенко и Мохова, «решальщика» Казакова, было организованно Лесняковым по заказу криминального авторитета из клана Деда Хасана и выполнено киллером Вершининым. Это убийство положило начало «Делу о подмосковных казино»

## История
Эта подмосковная банда сложилась в 1999 году по инициативе Ивантеевского бандита Николая Деева по кличке «Маргарин», этот опытный бандит решил захватить Пушкинский колхозный рынок и, по рекомендации ростовских «авторитетов», пополнил свою банду молодыми преступниками Лесняковым, Завьяловым и Пуртовым, — последние два были из промышленного городка Миасса, что недалеко от Кургана, входили в банду Олега Георгицы. Позже в группировку «Маргарина» пригласили некоторых знакомых курганцев, в частности, бывшего киллера курганских бандитов Вершинина, одно время действительно выполнявшего заказы от Колегова, Нелюбина и Игнатова. Киллер долгое время мог скрываться от правоохранительных органов так как изменил внешность. По словам следователей, обновленная «курганская группировка» состояла из Леснякова, Задкова, а также уголовников Алексея Евсеева и Андрея Вершинина. Бригада практически сразу приступила к активным действиям. Интересно, что бандиты не теряли связь и с родным краем, так, сити-менеджер Миасса Виктор Ардабьевский «заказал» им убийство чем-то не угодивших ему бизнесменов, впрочем, он более известен по необычной ситуации с побегом членов банды ГТА из суда.
По утверждению «Новой газеты», кровавый счет группировка Леснякова открыла в октябре 1999 года с убийства в Москве главы банка «Родник» Бориса Терпугова.
В феврале 2000 они пытались убить главного редактора газеты «Пушкинский вестник» Михаила Зубкова, который одним из первых начал писать о связях бандитов с администрацией Пушкинского района. В марте того же года бандитами был убит председатель Пушкинского райпо Геннадий Акопов, который имел влияние на Пушкинский рынок. Май 2001 года — убийство Генриха Юзбашева, родного брата известного коммерсанта Акопа Юзбашева, имеющего отношение к Пушкинской ОПГ; первому заместителя главы Пушкинского района Константину Акулову из обреза прострелили ноги, он пытался нормализовать ситуацию на Пушкинском рынке, продавцов которого, под прикрытием коррумпированных полицейских, рэкетировали многочисленные бандиты. В результате, «Маргарина» и держателя общака банды убила конкурирующая бригада, причем, попытки отомстить предполагаемым убийцам едва не стоили жизни Леснякову и Завьялову, а Пуртов был застрелен в Москве позже.
В 2001 году бандитами застрелены несколько коммерсантов, среди которых был глава азербайджанской диаспоры Пушкинского района.
С 2002 года Дмитрий Лесняков и Дмитрий Завьялов стали лидерами банды, их авторитет сильно поднялся после ликвидации группировки «правдинские», как выяснилось, ранее убивших «Маргарина» и некоторых его братков. В результате победы в этом ожесточенном противостоянии, у банды Леснякова—Завьялова конкурентов в Пушкинском районе не осталось, одновременно, группировка пополнилась другими преступниками.
Убийство главы Международного центра по ядерной безопасности Минатома России Сергея Бугаенко, ученый, предположительно, из-за ошибки киллера, был убит 27 февраля 2003 года
В 2004—2005 годах Лесняков и Завьялов, конечно, под чужими фамилиями, стали респектабельными коммерсантами, акционерами ПО «Пушкинский оптово-розничный рынок» и даже вошли в состав правления общества, ранее, ещё при Пуртове, они организовали ЧОП для охраны этого рынка. Именно Михаил Пуртов был активным сторонником укрепления связей банды с властями Пушкинского района, в результате, Лесняков и Завьялов сдружились с главой района Владимиром Башкирцевым, многими его заместителями и некоторыми чиновниками из администрации района, не обошли стороной и руководство правоохранительных органов, любопытно, что и предыдущий глава района Олег Копылов также дружил с группировкой. Бандитам удалось подкупить многих местных правоохранителей и чиновников, что позволило им долгое время действовать безнаказанно.
Вероятно, развивая давние ростовские связи покойного «Маргарина», банда начала активно осваивать Ростовскую область и Краснодарский край, где Лесняков приобрел обширные связи в криминальной и деловой сферах. К примеру, Лесняков напомнил о себе старому знакомому, главе местного строительного концерна, Валерию Чабанову и его сыну Андрею, с которым ранее дружил. Конкуренты Чабановых стали умирать насильственной смертью, а их концерн «ВАНТ», к 2008 году, занял лидирующие позиции в строительной отрасли на территории ЮФО. В результате, Андрей Чабанов, втянувшийся в преступную группу авторитета Дмитрия Леснякова, и его отец были осуждены.
Серьёзной ошибкой было исполнение киллером Леснякова заказного убийства близкого друга прокурора Игнатенко, некого Валерия Казакова, позже известного по «Делу о подмосковных казино», Казаков собирал с коммерсантов деньги для коррумпированных прокуроров, представлял интересы последних на бандитских сходках. Вероятно, этот заказ Лесняков получил через Карло Микадзе, человека «вора в законе» Аслана Усояна, Микадзе в бригаде ещё двух авторитетов, отвечал за различные крупные финансовые аферы в Москве и Подмосковье, потому не исключено, что Лесняков являлся лишь номинальным учредителем «Пушкинского колхозного рынка». Казаков был не только «решальщик», но и начинающий политик, а также известный враг, по словам Шестуна, «непокорного главы Пушкинского муниципального района Владимира Башкирцева», приятельствовавшего с Лесняковым. «Российская газета» подтверждала, что убитый Валерий Казаков постоянно жаловался на Башкирцева. Разгул коррупции в Пушкинском районе Подмосковья достиг циничных форм до Леснякова.

Аслан Усоян в бронзе

Конец банды приближался из-за влияния на Леснякова криминальных авторитетов, все чаще он действовал в интересах преступной группировки Аслана Усояна и других менее известных законников. В результате, «Лес» ввязался в межклановые войны, а вечером 6 февраля 2009 года на Инициативной улице в Москве сам, при многочисленных свидетелях, принял участие в убийстве по найму одного, предусмотрительно раскоронованного заказчиками, «вора в законе» по кличке «Алик Сочинский». Этот Алик Миналян (Алик Сочинский) был смотрящим от группировки Усояна за распределением строительных подрядов на Зимние Олимпийские игры 2014 и имел неосторожность поссориться с близкими Усояна. Орудия преступления — автоматы Калашникова — преступники бросили неподалеку, один их двух автоматов оперативники впоследствии нашли на крыше гаража, а другой, согласно показаниям очевидцев, был украден прохожим. В дальнейшем, открылись и иные факты кровавой деятельности Леснякова, причем, сам он убивал людей по бытовым и личным поводам, а для поступивших заказов использовал профессионального киллера, бывшего «курганца», Вершинина. В последние годы существования банда Леснякова использовалась «ворами в законе» исключительно в качестве наемных убийц, в этом смысле, «новые курганские» повторили судьбу старой курганской группировки, известно, что у Деда Хасана было несколько групп подобных банде Леснякова.

## Разгром и судебный процесс
Вместе с тем, бандит Лесняков, сам того не желая, жестоким, фактически, ритуальным убийством бизнесмена Казакова дал СКР и ФСБ наводку на коррумпированных прокуроров, — по сообщению «Российской газеты», «коммерсанта сначала расстреляли, а потом демонстративно перерезали ему горло». Этот друг прокуроров, «решальщик», Валерий Казаков был убит профессиональным киллером Вершининым 1 августа 2008 года, расследование вело ГСУ СК РФ по Москве и ДепУР МВД РФ, а значит федеральные, а не местные правоохранительные структуры, только это и позволило разоблачить банду. Леснякова задержали в его московской квартире, а Завьялов был задержан в мае 2014 года на территории Испании. Ещё одного члена банды задержали в августе 2020 года.
Судебный процесс по делу банды Леснякова затянулся на несколько лет. 15 марта 2012 года Московский городской суд на основании обвинительного вердикта коллегии присяжных признал главарей «банды Леса» Дмитрия Леснякова и Дмитрия Задкова виновными в убийстве, покушении на убийство, умышленном причинении тяжкого вреда здоровью, повлекшем смерть потерпевшего, и хулиганстве. Помимо этого, Леснякова признали виновным в причинении умышленных тяжких телесных повреждений, бандитизме и незаконном обороте оружия; Задкова — в бандитизме и умышленном причинении тяжкого вреда здоровью, повлекшем смерть потерпевшего. Лесняков получил 25 лет лишения свободы с отбыванием наказания в исправительной колонии строгого режима, Задков — 13 лет лишения свободы с отбыванием наказания в исправительной колонии строгого режима.
17 августа 2020 года издание Regnum сообщило, что в Ростовской области был задержан ещё один член банды Леснякова: его имя не сообщалось, но утверждалось, что он неоднократно менял личные данные, делал пластические операции по изменению внешности и удалял папиллярные узоры пальцев обеих рук.
В 2021 году суд признал Дмитрия Леснякова и Дмитрия Завьялова виновными в организации межрегиональной преступной группы; в бандитизме признали виновными шестерых членов банды — Дмитрия Задкова, Валерия Бабаева, Александра Лебедева, Ралифа Фаизова, Сергея Фреера и Идрака Абилова. Банду признали виновной в совершении с 1999 по 2011 годы более 40 тяжких и особо тяжких преступлений (убийства и разбои), совершенных в Москве и Подмосковье, Челябинской и Ростовской областях, Краснодарском крае. Леснякова, Завьялова и Фаизова суд приговорил к пожизненному лишению свободы с отбыванием наказания в колонии строгого режима. Задков, Бабаев, Фреер, Лебедев и Абилов получили разные сроки: Фреер — 23 года, Задков — 17 лет, Абилов — 12 лет, Бабаев — 16 лет, Лебедев — 23 года. Помимо этого, Лесняков и Завьялов должны были заплатить штраф в размере 1 млн рублей каждый, Фаизов — штраф в 500 тысяч рублей, Абилов — штраф в 50 тысяч рублей. Все осуждённые подали апелляцию на вынесенный им приговор.
4 октября 2022 года газета «Московский комсомолец» сообщила, что ряд заключённых написали заявления с просьбой отправить их в зону военной операции ВС РФ на Украине: среди подавших подобные заявления упоминались Дмитрий Лесняков, Дмитрий Завьялов и Ралиф Фаизов. Лесняков к тому моменту требовал через суд добиться права на положенные по закону свидания с женой, в которых ему отказывали из-за отсутствия в «Бутырке» специальных помещений (хотя таковые присутствовали). Фаизов же хотел закрыть своё ИП, поскольку даже спустя 10 лет после вынесения приговора и банкротства своей компании всё ещё вынужден был платить налоги.